# Basse-Banio
Basse-Banio ist ein Departement in der Provinz Nyanga in Gabun und liegt im Südwesten des Landes. Das Departement hatte 2013 etwa 7200 Einwohner.

## Gliederung
- Mayumba